# 중점 (기하학)

기하학에서 중점(中點, 영어: midpoint)은 선분을 길이가 같은 두 선분으로 이등분하는 점이다.